# Балгазин
Сільське поселення (сумон) Балгазин (рос.: Балгазын) входить до складу Тандинського кожууна Республіки Тива Російської Федерації. Відстань до с. Бай-Хаак 52 км, до Кизила — 92 км, до Москви — 4062 км.

## Населення
Населення сумона станом на 1 січня року:
| Рік    | 2011 | 2012 | 2013 | 2014 | 2015 |
| ------ | ---- | ---- | ---- | ---- | ---- |
| Насел. | 3535 | 3483 | 3426 | 3404 | 3481 |